# Koeberliniaceae
Koeberliniaceae es una familia de plantas fanerógamas con un único género  Koeberlinia, el cual a su vez, tiene una sola especie: Koeberlinia spinosa. La familia pertenece al orden Brassicales.

## Descripción
Es un arbusto de moderado a gran tamaño que alcanza más de 4 m de altura. Es completamente verde mientras crece y se compone de tallos rectos que tiene muchas ramas. La punta de cada rama del tallo rígido se estrecha en una espina larga y afilada. Las hojas son principalmente rudimentarias, en forma de pequeñas escamas de hoja caduca. La mayoría de la fotosíntesis se produce en las ramas del tallo verde. El arbusto florece abundantemente con flores de color blanco a verde-blanco. Los frutos son bayas de color negro brillante con pocos milímetros de largo, son atractivas para los pájaros .

## Distribución y hábitat
Se puede encontrar en las regiones septentrionales del Altiplano mexicano y en el este hacia abajo en las estribaciones septentrionales de la Sierra Madre oriental. En el oeste en el Desierto de Sonora y al sur y suroeste en Arizona.

## Taxonomía
Koeberlinia spinosa fue descrita por Joseph Gerhard Zuccarini y publicado en Abhandlungen der Mathematisch-Physikalischen Classe der Königlich Bayerischen Akademie der Wissenschaften 1: 359. 1832.